# Государственный духовой оркестр России
Государственный духовой оркестр России

## История
28 апреля 1970 года приказом Министра культуры РСФСР № 297 был создан Государственный духовой оркестр РСФСР. Инициатором создания был бывший начальник Военно-оркестровой службы Советской Армии и Военно-Морского Флота генерал-майор запаса Иван Васильевич Петров, заслуженный деятель искусств РСФСР. Первое выступление состоялось 13 ноября 1970 года в Большом зале Московской консерватории.
30 ноября 2015 года Министерство культуры Российской Федерации объявило о создании Российского центра духовой музыки, на базе Государственного духового оркестра России. В состав Центра вошли два коллектива — Государственный духовой оркестр России (г. Москва) и Российский роговой оркестр (г. Санкт-Петербург) (с 1 марта 2018 не является частью Центра духовой музыки). Художественным руководителем — директором Центра назначен художественный руководитель и главный дирижёр Российского рогового оркестра Сергей Поляничко. Миссия Российского центра духовой музыки — всестороннее развитие и популяризация жанра духовой музыки.
15 февраля 2018 года приказом Министерства Культуры Российской Федерации № 133 «Российский Центр Духовой Музыки» переименован в «Государственный духовой оркестр России». 12 апреля 2018 года художественным руководителем-директором назначена Шигорева Ирина Сергеевна.

## Художественные руководители
- 1970—1975 — Петров Иван Васильевич
- 1975—1977 — Диев Борис Александрович
- 1977—1989 — Сергеев Николай Петрович
- 1990—1997 — Аркадий Галкин.
- 1997—2000 — Богорад.
- 2000—2009 — Уманец.
- С апреля 2009 года — Владимир Чугреев.

## Известные люди
С оркестром выступали:
- В.Моторин
- Г.Олейниченко
- Г.Борисова
- О.Якунина
- К.Лисовский
- Я.Кратов
- А.Безденежный
- В.Анисимов
- В.Фомин
- М. Дорофеев
- Э.Лабковский[1].

Дирижёрами были:
- В.Катаев
- А.Мишурин
- К.Кримец.
- О.Лебединский
- Д.Виноградов
- А.Величко
- В.Луценко
- С.Вовчук[1].

В составе оркестра:
- Я.Левда
- Г.Цветков
- В.Антипов
- Ю.Олейников[1].

- И.Игнатюк
- М.Басов

## Репертуар
В программе у коллектива:
- Музыкальные произведения русской и зарубежной классики.
- Русская и зарубежная духовая музыка.
- Русские народные песни, романсы, вальсы, марши.
- Современные песни и танцы.
- Эстрадно-джазовые композиции.
- Популярная музыка для вечеров отдыха.

## Отзывы
О духовном оркестре России существует много отзывов.
Музыковед Мартынов писал:
Целая гамма оттенков, то мощного, то спокойного звучания, чистота ансамбля, культура исполнения – таковы главные черты этого оркестра.
И зарубежные композиторы: Павел Станек, Хенк ван Лейнсхоотен, Тревор Форд, Серж Лансен и Ида Готковски — положительно оценивали оркестр.
Из отечественных композиторов выделялась Смирнова Татьяна Георгиевна (1940—2018). Её сочинение «Музыка моря» для духового оркестра, арфы, контрабаса и ударных производило на слушателей неизгладимое впечатление. https://www.youtube.com/watch?v=hUFIHHAxRXU